# Liga Premier de Armenia 2018-19
La Liga Premier de Armenia 2018-19 fue la edición número 27 de la Liga Premier de Armenia. La temporada comenzó el 4 de agosto de 2018 y terminó el 30 de mayo de 2019. Ararat-Armenia equipo que había ascendido por primera vez a la Liga Premier de Armenia la temporada anterior, obtuvo su primer título al derrotar al Banants por 1-0 en la última fecha

## Ascensos y descensos
La FFA decidió aumentar los participantes de la Premier League armenia 2018–19 de seis a nueve equipos.
| Pos.    | Descendido de la Liga Premier de Armenia 2017-18 |
| ------- | ------------------------------------------------ |
| No hubo |                                                  |

| Pos. | Ascendido de la Primera Liga de Armenia 2017-18 |
| ---- | ----------------------------------------------- |
| 1.º  | Lori                                            |
| 2.º  | Artsakh                                         |
| 3.º  | Ararat-Armenia                                  |

## Sistema de competición
Los nueve equipos participantes jugaron entre sí todos contra todos seis veces totalizando 36 partidos partidos cada uno, al término de las 36 fechas el primer clasificado obtuvo un cupo para la primera ronda de la Liga de Campeones 2019-20, mientras que el segundo y tercer clasificado obtuvieron un cupo para la primera ronda de la Liga Europa 2019-20; por otro lado el último clasificado descendió a la Primera Liga 2019-20. 
Un tercer cupo para la primera ronda de la Liga Europa 2019-20 se asignó al campeón de la Copa de Armenia.

## Equipos participantes
| Equipo         | Ciudad   | Entrenador          | Estadio                   | Capacidad |
| -------------- | -------- | ------------------- | ------------------------- | --------- |
| Alashkert      | Ereván   | Aram Voskanyan      | Alashkert Stadium         | 6.850     |
| Ararat         | Ereván   | Abraham Khashmanyan | Alashkert Stadium         | 6.850     |
| Ararat-Armenia | Ereván   | Vardan Minasyan     | Estadio Republicano       | 14.403    |
| Artsakh        | Ereván   | Sevada Arzumanyan   | Mika Stadium              | 7.250     |
| Banants        | Ereván   | Ilshat Faizulin     | Banants Stadium           | 4.860     |
| Gandzasar      | Kapan    | Ashot Barseghyan    | Gandzasar Stadium         | 1.428     |
| Lori           | Vanadzor | Artur Petrosyan     | Vanadzor Football Academy | 1.000     |
| Pyunik         | Ereván   | Andrei Talalayev    | Estadio Republicano       | 14.403    |
| Shirak         | Gyumri   | Vardan Bichakhchyan | Gyumri City Stadium       | 2.844     |

## Tabla de posiciones
| Pos. | Equipo             | Pts. | PJ | G  | E  | P  | GF | GC | Dif. | Clasificación 2019–20                 |
| ---- | ------------------ | ---- | -- | -- | -- | -- | -- | -- | ---- | ------------------------------------- |
| 1    | Ararat-Armenia (C) | 61   | 32 | 18 | 7  | 7  | 53 | 28 | +25  | Primera ronda de la Liga de Campeones |
| 2    | Pyunik             | 60   | 32 | 18 | 6  | 8  | 46 | 32 | +14  | Primera ronda de la Liga Europa       |
| 3    | Banants            | 52   | 32 | 14 | 10 | 8  | 43 | 35 | +8   | Primera ronda de la Liga Europa       |
| 4    | Alashkert          | 51   | 32 | 15 | 6  | 11 | 37 | 27 | +10  | Primera ronda de la Liga Europa       |
| 5    | Lori               | 44   | 32 | 11 | 11 | 10 | 42 | 40 | +2   |                                       |
| 6    | Gandzasar          | 38   | 32 | 10 | 8  | 14 | 38 | 33 | +5   |                                       |
| 7    | Shirak             | 36   | 32 | 7  | 15 | 10 | 26 | 30 | −4   |                                       |
| 8    | Artsakh            | 28   | 32 | 6  | 10 | 16 | 25 | 49 | −24  |                                       |
| 9    | Ararat             | 22   | 32 | 5  | 7  | 20 | 24 | 60 | −36  |                                       |

Actualizado a los partidos jugados el 30 de mayo de 2019.
 Fuente: FFA

## Resultados cruzados
Los clubes jugarán entre sí en cuatro ocasiones para un total de 36 partidos cada uno.
| Local \ Visitante | ALA | ARA | FCA | ART | BAN | GAN | LOR | PUN | SHI |
| ----------------- | --- | --- | --- | --- | --- | --- | --- | --- | --- |
| Alashkert         | —   | 2–1 | 1–3 | 6–0 | 1–0 | 1–0 | 2–1 | 1–2 | 1–0 |
| Ararat            | 0–1 | —   | 0–1 | 0–0 | 2–4 | 0–2 | 2–2 | 1–3 | 0–0 |
| Ararat-Armenia    | 0–1 | 1–2 | —   | 3–1 | 1–3 | 0–0 | 0–0 | 0–0 | 3–1 |
| Artsakh           | 0–0 | 1–1 | 1–1 | —   | 1–0 | 2–2 | 2–3 | 0–0 | 0–1 |
| Banants           | 1–0 | 3–1 | 0–3 | 2–1 | —   | 1–0 | 1–3 | 4–2 | 0–0 |
| Gandzasar         | 0–1 | 4–0 | 0–0 | 0–2 | 3–0 | —   | 2–0 | 1–2 | 1–1 |
| Lori              | 1–1 | 1–0 | 0–2 | 3–2 | 1–3 | 3–0 | —   | 0–1 | 3–1 |
| Pyunik            | 0–1 | 0–1 | 3–1 | 2–0 | 2–0 | 0–1 | 0–3 | —   | 1–1 |
| Shirak            | 0–0 | 1–0 | 1–0 | 3–0 | 0–0 | 2–0 | 1–1 | 1–2 | —   |

| Local \ Visitante | ALA | ARA | FCA | ART | BAN | GAN | LOR | PUN | SHI |
| ----------------- | --- | --- | --- | --- | --- | --- | --- | --- | --- |
| Alashkert         | —   | 2–1 | 0–1 | 1–0 | 1–1 | 2–0 | 0–1 | 1–2 | 1–0 |
| Ararat            | 1–0 | —   | 2–6 | 2–1 | 0–1 | 1–7 | 1–0 | 1–2 | 0–2 |
| Ararat-Armenia    | 2–1 | 4–1 | —   | 2–0 | 1–1 | 2–0 | 3–0 | 1–4 | 2–2 |
| Artsakh           | 1–1 | 0–0 | 1–3 | —   | 1–1 | 2–0 | 2–1 | 0–3 | 3–2 |
| Banants           | 2–0 | 1–1 | 0–1 | 3–0 | —   | 0–5 | 0–0 | 1–1 | 4–0 |
| Gandzasar         | 2–4 | 1–0 | 2–1 | 0–1 | 1–2 | —   | 1–1 | 0–1 | 0–0 |
| Lori              | 3–2 | 2–2 | 0–1 | 2–0 | 1–3 | 0–0 | —   | 2–2 | 2–2 |
| Pyunik            | 1–0 | 2–1 | 0–3 | 1–0 | 1–1 | 1–3 | 1–2 | —   | 2–0 |
| Shirak            | 1–1 | 3–0 | 0–1 | 0–0 | 0–0 | 0–0 | 0–0 | 0–2 | —   |

## Goleadores
- Fuente: Soccerway

| Pos. | Jugador          | Club            | Goles |
| ---- | ---------------- | --------------- | ----- |
| 1    | Jonel Désiré     | Lori            | 17    |
| 2    | Anton Kobyalko   | Ararat-Armenia  | 14    |
| 3    | Ivaylo Dimitrov  | Ararat-Armenia  | 10    |
| 4    | Petros Avetisyan | Ararat-Armenia  | 8     |
| 4    | Erik Vardanyan   | Pyunik          | 8     |
| 6    | Mihran Manasyan  | Gandzasar Kapan | 6     |
| 6    | Sunday Ingbede   | Lori            | 6     |
| 6    | Isah Aliyu       | Lori            | 6     |
| 6    | Uroš Nenadović   | Alashkert       | 6     |
| 6    | Mohamed Konaté   | Pyunik          | 6     |